# Emanuel Svallingson
Mathias Emanuel Svallingson, född 24 februari 1852 i Ardre församling, Gotlands län, död 2 oktober 1933 i Klinte församling, Gotlands län, var en svensk kronolänsman och politiker.
Svallingson var från 1905 kronolänsman vid Gotlands södra domsaga samt även trafikchef vid Klintehamn-Roma Järnväg. Han var ledamot av riksdagens andra kammare 1906–1911, invald för Gotlands läns södra domsagas valkrets.